# Pyrgéomètre

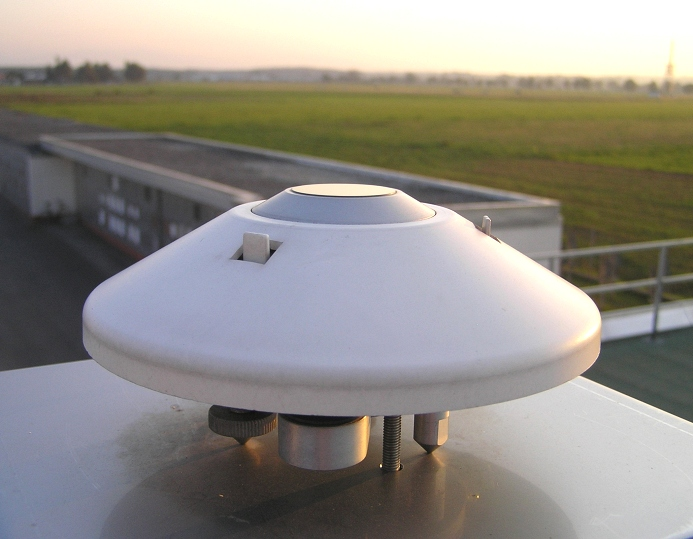
Un pyrgéomètre

Un pyrgéomètre est un radiomètre hémisphérique qui sert à mesurer le flux radiatif infrarouge incident à la surface de la Terre dans toutes les directions (angle solide de 2π) et dû au rayonnement tellurique d'origine atmosphérique ou à celui émis et réfléchi par le sol.

## Principe
Dans le pyrgéomètre, la thermopile est l'élément sensible qui est exposée au rayonnement infrarouge.
Si la coupelle-filtre du capteur est transparente au rayonnement infrarouge, elle reste opaque (peinte avec un noir absorbant ou verre de carbone) aux rayonnements d'origine solaire. La thermopile libère une différence de potentiel proportionnelle à la différence entre le flux radiatif à mesurer et celui émis par la surface sensible de la thermopile.
La compensation d'émission de la surface sensible est obtenue par un calcul.

## Caractéristiques techniques (modèle EPPLEY)
Le détecteur étant aligné horizontalement, la réponse de l'instrument dépend de l'angle d'incidence du rayonnement.
Un pyrgéomètre est sensible au rayonnement infrarouge dans un domaine spectral de 4 à 30 μm selon le filtre utilisé. 
- Résistance approximative : 200 Ω
- Sensibilité 3 à 5 × 10−6 V W−1 m−2
- Domaine spectral : Coupelle silicium transparente approximativement entre 3,5 et 100 µm.

Le SIRTA est équipé d'un pyrgéomètre Eppley (PIR) depuis 1993.